# Zeta de la Balena
Zeta de la Balena (ζ Ceti) és una estrella en la constel·lació de la Balena. Porta el nom tradicional de Baten Kaitos (àrab batn qaytus بطن قيتوس - "ventre del monstre marí").
En el catàleg d'estrelles Calendarium d'Al Achsasi al Mouakket, aquesta estrella fou designada Rabah al Naamat (رابع ألنعامة - raabi3 al naʽāmāt), que es va traduir al llatí com a Quarta Struthionum, que significa el quart estruç. Aquesta estrella, juntament amb η Cet (Deneb Algenubi), θ Cet (Thanih Al Naamat), τ Cet (Thalath Al Naamat), i υ Cet, són Al Naʽāmāt (ألنعامة), els estruços de gallina.
En xinès, 天倉 (Tiān Cāng), significa Graner Quadrat Celestial, referint-se a l'asterisme que consisteix en ζ Ceti, ι Ceti, θ Ceti, η Ceti, τ Ceti i 57 de la Balena. Conseqüentment, ζ Ceti és conegut com a 天倉四 (Tiān Cāng sì, anglès: la segona estrella del Graner Quadrat Celestial.)

## Estructura
Zeta de la Balena és una estrella grogenca de tipus espectral K0 IIIBa0.1 i és aproximadament a 260 anys llum de la Terra. Té una magnitud aparent de +3,9.
- Coordenades per l'equinocci J2000:
  - Ascensió recta: 01h 51m 28s
  - Declinació: −10° 20′ 06″